# Valliquerville
Valliquerville település Franciaországban, Seine-Maritime megyében. Lakosainak száma 1464 fő (2022. január 1.). Valliquerville Allouville-Bellefosse, Auzebosc, Baons-le-Comte, Bois-Himont, Écretteville-lès-Baons, Hautot-le-Vatois és Yvetot községekkel határos.

## Népesség
A település népessége az elmúlt években az alábbi módon változott:
| Lakosok száma | 1321 | 1402 | 1452 | 1418 | 1420 | 1421 | 1423 | 1423 | 1464 |
|               | 2013 | 2015 | 2016 | 2017 | 2018 | 2019 | 2020 | 2021 | 2022 |